# Evangeline Booth
Evangeline Cory Booth,  född 25 december 1865 i South Hackney, London, död 17 juli 1950, var en brittisk psalmförfattare som var Frälsningsarméns general 1934–1939.
Evangeline Booth var dotter till Frälsningsarméns grundare William och Catherine Booth. När hon var tio år fick hennes far höra henne predika över ämnet "Gud är kärleken". Hon talade med sådan kraft och allvar att han antecknade vad hon sade och konstaterade att "Eva är vältalaren i familjen". Det faktum att denna predikan hölls för en samling dockor, sopkvastar och kuddar i barnkammaren kastar ingen skugga över hennes talekonst. 
1887 blev hon kårledare i Marylebone. 1891 utsåg hennes far henne till att utbilda Frälsningsarméns kadetter, en uppgift hon hade fram till 1896. Hon fick därefter uppdrag som ledare för Frälsningsarmén i Kanada och 1904 fick hon samma uppdrag i USA. Hon blev vald till Frälsningsarméns 4:e general 1934 och innehade denna uppgift till och med 1939.
I Frälsningsarméns sångbok är hon representerad med text och musik till två körer.

## Psalmer
- Nr 808 Över mig reningsfloden nu flyter i Frälsningsarméns sångbok 1990
- Nr 870 Vår värld för Gud! i Frälsningsarméns sångbok 1990